# یان هوفمن
یان هوفمن (آلمانی: Jan Hoffmann؛ زادهٔ ۲۶ اکتبر ۱۹۵۵) اسکیت‌باز نمایشی اهل آلمان بود.